# Pattinaggio di velocità ai XXII Giochi olimpici invernali - 1000 m maschile
I 1000 metri maschili di pattinaggio di velocità dei XXII Giochi olimpici invernali di Soči si sono disputati il 12 febbraio 2014.
Detentore del titolo di campione olimpico era lo statunitense Shani Davis, che vinse a Vancouver 2010 (in Canada), precedendo il sudcoreano Mo Tae-Bum (medaglia d'argento) e il connazionale Chad Hedrick (medaglia di bronzo).
Campione olimpico si è laureato l'olandese Stefan Groothuis, che ha preceduto il canadese Denny Morrison, medaglia d'argento, e l'altro olandese Michel Mulder, medaglia di bronzo.

## Record
Prima di questa competizione, i record mondiali erano i seguenti.
| Record mondiale | Shani Davis      | 1'06"42 | Salt Lake City      | 7 marzo 2009     |
| Record olimpico | Gerard van Velde | 1'07"18 | Salt Lake City 2002 | 16 febbraio 2002 |

## Classifica di gara
| Pos.    | Batteria | Nome                        | Nazione       | Tempo   | Distacco |
| ------- | -------- | --------------------------- | ------------- | ------- | -------- |
| Oro     | 16       | Stefan Groothuis            | Paesi Bassi   | 1'08"39 |          |
| Argento | 17       | Denny Morrison              | Canada        | 1'08"43 | +0"04    |
| Bronzo  | 17       | Michel Mulder               | Paesi Bassi   | 1'08"74 | +0"35    |
| 4       | 16       | Nico Ihle                   | Germania      | 1'08"86 | +0"47    |
| 5       | 14       | Samuel Schwarz              | Germania      | 1'08"89 | +0"5     |
| 6       | 18       | Koen Verweij                | Paesi Bassi   | 1'09"09 | +0"7     |
| 7       | 20       | Denïs Kwzïn                 | Kazakistan    | 1'09"10 | +0"71    |
| 8       | 18       | Shani Davis                 | Stati Uniti   | 1'09"12 | +0"73    |
| 9       | 19       | Brian Hansen                | Stati Uniti   | 1'09"21 | +0"82    |
| 10      | 4        | Mark Tuitert                | Paesi Bassi   | 1'09"29 | +0"9     |
| 11      | 13       | Håvard Holmefjord Lorentzen | Norvegia      | 1'09"33 | +0"94    |
| 12      | 19       | Mo Tae-Bum                  | Corea del Sud | 1'09"37 | +0"98    |
| 13      | 8        | Roman Kreç                  | Kazakistan    | 1'09"63 | +1"24    |
| 14      | 10       | Zbigniew Bródka             | Polonia       | 1'09"66 | +1"27    |
| 15      | 15       | Joey Mantia                 | Stati Uniti   | 1'09"72 | +1"33    |
| 16      | 13       | Konrad Niedźwiedzki         | Polonia       | 1'09"76 | +1"37    |
| 17      | 3        | Denis Juskov                | Russia        | 1'09"81 | +1"42    |
| 18      | 15       | Aleksej Esin                | Russia        | 1'09"93 | +1"54    |
| 19      | 1        | Håvard Bøkko                | Norvegia      | 1'09"98 | +1"59    |
| 20      | 3        | Vincent De Haître           | Canada        | 1'10"04 | +1"65    |
| 21      | 6        | Lee Kyou-Hyuk               | Corea del Sud | 1'10"04 | +1"65    |
| 22      | 12       | Daniel Greig                | Australia     | 1'10"13 | +1"74    |
| 23      | 7        | Bart Swings                 | Belgio        | 1'10"14 | +1"75    |
| 24      | 9        | Haralds Silovs              | Lettonia      | 1'10"29 | +1"9     |
| 25      | 20       | Mirko Giacomo Nenzi         | Italia        | 1'10"32 | +1"93    |
| 26      | 8        | William Dutton              | Canada        | 1'10"61 | +2"22    |
| 27      | 14       | Dmitrij Lobkov              | Russia        | 1'10"65 | +2"26    |
| 28      | 7        | Jonathan Garcia             | Stati Uniti   | 1'10"74 | +2"35    |
| 29      | 9        | Benjamin Macé               | Francia       | 1'10"80 | +2"41    |
| 30      | 11       | Kim Tae-Yun                 | Corea del Sud | 1'10"81 | +2"42    |
| 31      | 5        | Espen Aarnes Hvammen        | Norvegia      | 1'11"01 | +2"62    |
| 32      | 4        | Muncef Ouardi               | Canada        | 1'11"07 | +2"68    |
| 33      | 11       | Fedor Mezencev              | Kazakistan    | 1'11"08 | +2"69    |
| 34      | 5        | Tian Guojin                 | Cina          | 1'11"17 | +2"78    |
| 35      | 1        | Taro Kondo                  | Giappone      | 1'11"44 | +3"05    |
| 36      | 12       | Daichi Yamanaka             | Giappone      | 1'11"93 | +3"54    |
| 37      | 2        | Tommi Pulli                 | Finlandia     | 1'12"16 | +3"77    |
| 38      | 2        | David Andersson             | Svezia        | 1'12"40 | +4"01    |
| 39      | 6        | Igor Bogoljubskij           | Russia        | 1'12"85 | +4"46    |
| 40      | 10       | Sung Ching-yang             | Taipei cinese | 1'13"79 | +5"40    |

Data: Mercoledì 12 febbraio 2014 

Ora locale: 18:00 
 
Sito: 

Legenda:
- DNS = non partito (did not start)
- DNF = prova non completata (did not finish)
- DSQ = squalificato (disqualified)
- Pos. = posizione